# Schneidhart
Schneidhart war eine Gemeinde im niederbayerischen Landkreis Kelheim. Seit 1978 ist sie Teil von Langquaid.

## Geographie
Die Gemeinde lag ca. 4 km nördlich von Langquaid nahe der Bundesautobahn 93. Einen Ort mit dem Namen Schneidhart gab es nicht. Sie bestand aus folgenden Ortsteilen:
| - Grub - Kaltenberg - Mitterschneidhart | - Oberschneidhart - Stocka - Unterschneidhart |

Gemeindesitz war Mitterschneidhart.

## Geschichte
Die 1818 mit dem bayerischen Gemeindeedikt gegründeten Gemeinde bestand ursprünglich aus den nebeneinanderliegenden Orten Mitterschneidhart, Oberschneidhart und Unterschneidhart. Vor 1928 wurde die Gemeinde Grub mit den Ortsteilen Grub, Kaltenberg und Stocka eingemeindet. Am 1. Januar 1978 wurde die Gemeinde Schneidhart nach Langquaid eingegliedert.